# Kálmán Petrovics
Kálmán Petrovics es un deportista húngaro que compitió en piragüismo en las modalidades de aguas tranquilas y maratón.

## Palmarés internacional

### Piragüismo en aguas tranquilas
Ganó cuatro medallas en el Campeonato Mundial de Piragüismo entre los años 1982 y 1987.
| Campeonato Mundial | Campeonato Mundial    | Campeonato Mundial | Campeonato Mundial |
| Año                | Lugar                 | Medalla            | Evento             |
| ------------------ | --------------------- | ------------------ | ------------------ |
| 1982               | Belgrado (Yugoslavia) | Medalla de bronce  | K4 10 000 m        |
| 1985               | Malinas (Bélgica)     | Medalla de oro     | K4 10 000 m        |
| 1986               | Montreal (Canadá)     | Medalla de bronce  | K4 10 000 m        |
| 1987               | Duisburgo (RFA)       | Medalla de plata   | K4 10 000 m        |

### Piragüismo en maratón
En la modalidad de maratón, obtuvo una medalla de oro en el Campeonato Mundial de Piragüismo en Maratón de 1990.
| Campeonato Mundial | Campeonato Mundial     | Campeonato Mundial | Campeonato Mundial |
| Año                | Lugar                  | Medalla            | Evento             |
| ------------------ | ---------------------- | ------------------ | ------------------ |
| 1990               | Copenhague (Dinamarca) | Medalla de oro     | K1                 |